# Кушинг (Техас)
Кушинг (англ. Cushing) — місто (англ. city) в США, в окрузі Накодочес штату Техас. Населення — 557 осіб (2020).

## Географія
Кушинг розташований за координатами 31°48′45″ пн. ш. 94°50′30″ зх. д. / 31.81250° пн. ш. 94.84167° зх. д. (31.812417, -94.841684).  За даними Бюро перепису населення США в 2010 році місто мало площу 3,56 км², з яких 3,55 км² — суходіл та 0,00 км² — водойми.

## Демографія
Згідно з переписом 2010 року, у місті мешкало 612 осіб у 242 домогосподарствах у складі 175 родин. Густота населення становила 172 особи/км².  Було 268 помешкань (75/км²).
Расовий склад населення:
| - 92,2 % — білих - 1,8 % — азіатів - 1,6 % — чорних або афроамериканців - 1,0 % — корінних американців |

До двох чи більше рас належало 2,9 %. Частка іспаномовних становила 3,9 % від усіх жителів.
За віковим діапазоном населення розподілялося таким чином: 27,5 % — особи молодші 18 років, 57,0 % — особи у віці 18—64 років, 15,5 % — особи у віці 65 років та старші. Медіана віку мешканця становила 35,4 року. На 100 осіб жіночої статі у місті припадало 88,9 чоловіків;  на 100 жінок у віці від 18 років та старших — 83,5 чоловіків також старших 18 років.
Середній дохід на одне домашнє господарство  становив 54 502 долари США (медіана — 41 250), а середній дохід на одну сім'ю — 66 386 доларів (медіана — 56 250). Медіана доходів становила 35 057 доларів для чоловіків та 35 096 доларів для жінок. За межею бідності перебувало 15,3 % осіб, у тому числі 22,2 % дітей у віці до 18 років та 8,4 % осіб у віці 65 років та старших.
Цивільне працевлаштоване населення становило 292 особи. Основні галузі зайнятості: будівництво — 28,8 %, освіта, охорона здоров'я та соціальна допомога — 24,3 %, роздрібна торгівля — 13,0 %, виробництво — 6,5 %.